# Hummeldumm
Hummeldumm ist der vierte Roman von Tommy Jaud und handelt von einer neunköpfigen Reisegruppe, die eine vierzehntägige Rundreise durch Namibia unternimmt, wobei der Ich-Erzähler sich aufgrund von Meinungsverschiedenheiten und eigener Versäumnisse in einen unauflösbaren Konflikt mit seiner Freundin und der übrigen Gruppe verstrickt. Der Titel bedeutet „Dumm wie ein Rindvieh“ (nach der süddeutschen Bezeichnung (der) Hummel für Stier).
Das Buch erschien am 11. Februar 2010. Von Anfang März bis Mitte Mai 2010 führte es die Bestsellerlisten in der Sparte Belletristik unter anderem von Focus und Spiegel an. Neben einer Taschenbuchausgabe sind im Scherz Verlag auch ein E-Book und ein vom Autor selbst gesprochenes Hörbuch – in normaler Ausführung und als Daisy-Edition – erschienen.

## Handlung
Erzählt wird die Geschichte aus der Ich-Perspektive von Matze Klein, der mit seiner Freundin Sina auf eine von ihr gebuchte Gruppenreise durch Namibia fährt, obwohl er lieber mit ihr allein Urlaub gemacht hätte. Als sich in Windhoek auch noch herausstellt, dass die Gruppe fast ausschließlich aus Leuten besteht, mit denen Matze nicht warm wird oder die er sogar offen verachtet, gibt er Sina die Schuld dafür: Sie hätte sich vorher über die Gruppe informieren müssen. Er selbst habe das nicht tun können, da er die neue Eigentumswohnung der beiden besorgt habe. Allerdings erfährt er schon am ersten Tag, dass er vergessen hat, die Reservierungsgebühr dafür zu überweisen – wenn Sina davon erführe, wären seine Vorwürfe haltlos. Die nächsten Tage der Reise sind davon geprägt, wie Matze versucht, die Überweisung heimlich nachzuholen, wobei er mit mangelhaftem Handyempfang, chronisch schwachem Handyakku sowie einer ungeduldigen Immobilienmaklerin und einem schier unerreichbaren Bankberater sowie dessen neuer Mitarbeiterin in der Heimat zu kämpfen hat. Vor allem aber passt sein eigener Netzadapter nicht in die namibischen Steckdosen, er ist daher auf Adapter der anderen Mitreisenden angewiesen, um sein Handy aufzuladen. Das führt wiederholt zu skurrilen Situationen. In seiner negativen Grundhaltung kapselt er sich zunehmend von der Gruppe ab und versucht gar nicht mehr, sich mit jemandem anzufreunden.
Als sich Sina schließlich, von Matze enttäuscht, immer häufiger mit dem gutaussehenden Kevin unterhält, wird Matze so eifersüchtig, dass er die gerade erfolgreich vorgenommene Reservierung der Wohnung wieder storniert. Auch die Beziehungen von Max und Brenda sowie Käthe und Pepi kommen in der Wüste auf einem Tiefpunkt an. Bei einem Zwischenstopp in der Stadt Swakopmund veranstalten Matze, Breitling, Pepi und schließlich auch Bahee einen feuchtfröhlichen Männerabend, um ihre Beziehungsprobleme zu verdrängen.
Auf der nächsten Lodge organisiert Matze eine Versöhnung mit Sina. Sie kommen wieder zusammen, aber nun muss Matze dafür sorgen, dass die gerade stornierte Eigentumswohnung doch wieder reserviert wird. Das erfordert wiederum eine vollkommen skurrile Maßnahme, mit der er sich endgültig aus der Gruppe ausschließt, auch Sina versteht ihn nun überhaupt nicht mehr. Die Mitreisende Trixi erleidet allerdings kurz darauf ein ähnliches Schicksal: Sie tritt versehentlich das allseits beliebte Erdmännchen „Carlos“ tot. Darauf spricht sich Matze zumindest mit Trixi aus.
Kurz vor dem Ende der Tour lässt Bahee die Gruppe ohne Vorwarnung in der Wüste sitzen, nachdem er einen Anruf bekommen hat. Bei der unfreiwilligen führer- und fahrzeuglosen Übernachtung kommt es zu einer Aussprache, bei der sich die Reisenden alles an den Kopf werfen, was sich in den letzten zwei Wochen an Groll angesammelt hat. Auch Matze erklärt endlich die Gründe für seine Marotten. Danach sind alle viel entspannter, Urlaubsstimmung macht sich breit. Sina und Matze versöhnen sich erneut und genießen die Nacht unter dem Sternenhimmel.
Am nächsten Tag holt der Chef des Reiseveranstalters die Gruppe ab und erklärt, dass Bahee von Käthe, die ihn nicht ausstehen konnte, beim Reiseveranstalter angeschwärzt und darauf fristlos entlassen wurde. Die Gruppe ist empört und besteht auf einem Abschluss der Reise mit Bahee. Sie finden seine Privatadresse heraus und besuchen ihn in seiner ärmlichen Hütte. Auch Käthe bereut schließlich ihre Hinterhältigkeit und überredet den Veranstalter dazu, Bahee wieder einzustellen.
Vor der Abreise tauscht die Gruppe am Flughafen die Business-Class-Tickets, die der Reiseveranstalter als Entschädigung für die Nacht in der Wüste für sie gebucht hatte, in Economy-Class um und schenkt dem überraschten Bahee die Differenz, was für ihn ein halbes Jahreseinkommen bedeutet.

## Figuren

### Hauptfiguren
Bahee MutimaGut gelaunter schwarzer Namibier aus Otjosongombe, Fahrer und Führer der Gruppe. Er spricht stark akzentgefärbtes Deutsch mit lustigen Ausdrücken.
Matze KleinIch-Erzähler, IT-Teilprojektleiter aus Köln, arbeitet in Frankfurt am Main.
SinaMatzes hübsche Freundin, hat für beide die Reise gebucht. Sie arbeitet im Marketing der Parfümeriekette Douglas.
Max BreitlingMitte 50, Immobilienmakler aus Düsseldorf, starker Raucher und Trinker. Anfangs der arrogante reiche Weiße, der auf Afrika verächtlich hinabschaut, doch im Laufe der Geschichte entwickelt er großen Respekt vor Bahee, außerdem stellt sich heraus, dass er insolvent ist.
Brenda Schiller„Die nervigste Wetterfee von N24“ (Matze) und Breitlings wesentlich jüngere Freundin. Sie ist einfach gestrickt, aber von sich selbst überzeugt und kann furchtbar dumme Fragen stellen.
Käthe „Rosinengesicht“ GruberGriesgrämige Seniorin aus Wien. Sie findet an nichts Gefallen und insbesondere Bahee „hummeldumm“, da sie sein komisches Deutsch angeblich nicht versteht.
Professor Pepi „Speckhut“ GruberKäthes Mann, pensionierter Lehrer für Latein und Geschichte. Das genaue Gegenteil seiner Frau. Er hält sich für einen begnadeten Entertainer und produziert unablässig Knittelverse und Kalauer auf simplem Niveau, die zu Matzes Entsetzen tatsächlich für gute Laune sorgen.
Kevin SchnabelGutaussehender Athlet aus Apolda bei Weimar von eher ruhigem Charakter. War einmal Tausendelfter beim Ironman-Triathlon auf Hawaii, ist Vegetarier sowie streng tabak- und alkoholabstinent, gibt diese Haltung jedoch später auf.
Karl-Heinz „fränkische Schildkröte“ SeppelpeterAus Bamberg, Brauereiinhaber und Chef des Marketingverantwortlichen Peter „Pitschi“ Greulich aus dem Jaud-Roman Resturlaub. Er ist der Älteste der Gruppe und nervt die anderen mit seiner neuen Videokamera.
Trixi „Erdbeerigel“ SippIKEA-Angestellte aus der Nähe von Zürich mit auffallend weißem Gesicht und knallrot gefärbtem Haar. Sie wurde von ihren Kolleginnen in den Urlaub geschickt, weil sie dann den Betrieb am wenigsten stört. Sie ist auch auf der Reise ausgesprochen tollpatschig und lässt kein Fettnäpfchen aus.

### Nebenfiguren
Bernhard PfingstMatzes Kundenbetreuer bei der Sparkasse Euskirchen, außerdem begeisterter Waffelbäcker und Wolfgang-Petry-Imitator. Statt ihm hat Matze jedoch meist Frau Lauer am Telefon, die ihn nicht persönlich kennt und daher keine telefonischen Überweisungen entgegennehmen kann.
Heidrun MetzgerMitarbeiterin des Maklerunternehmens, bei dem Matze und Sina ihre neue Wohnung gekauft haben. Sie ist das Hauptopfer von Matzes Kommunikationsproblemen.
CarlosErdmännchen und Maskottchen der White Lady Lodge.

## Rezension
Denis Scheck zeigte sich in seinem Kommentar für 'Druckfrisch' wenig begeistert: Anders als der neue Suter der neue Tommy Jaud: Diese im nervtötenden Comedysound erzählte Geschichte über eine deutsche Urlaubergruppe in Namibia ist von der ersten Seite an unerträglich. „Mit solchen Leuten fährt man nicht durch Afrika“, überlegt sich der Ich-Erzähler zu Beginn. „Mit so einer Truppe dreht man 'ne Dokusoap für RTL2!“ Da hat er leider recht.